# Macryphantes cowdeni
Genre
Espèce
Macryphantes cowdeni, unique représentant du genre Macryphantes, est une espèce fossile d'araignées aranéomorphes de la famille des Tetragnathidae.

## Distribution
Cette espèce a été découverte dans la sierra del Montsec en Espagne. Elle date du Crétacé.

## Étymologie
Cette espèce est nommée en l'honneur de Douglas Cowden.

## Publication originale
- Selden, 1990 : Lower Cretaceous spiders from the Sierra de Montsech, north-east Spain. Palaeontology, vol. 33, no 2 , p. 257–285 (texte intégral).